# 克莱德·汤博

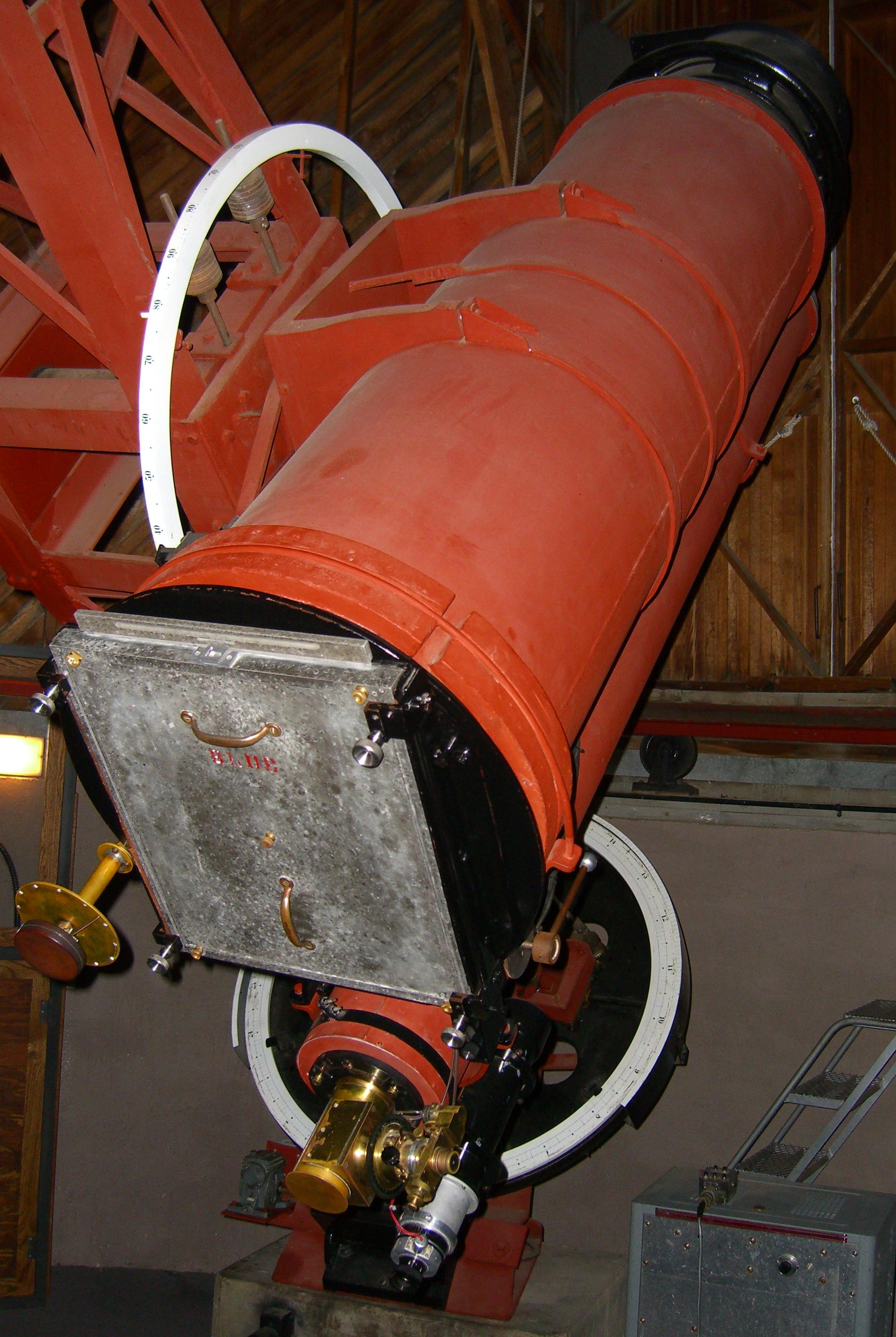
汤博以此望远镜拍摄的照片发现冥王星

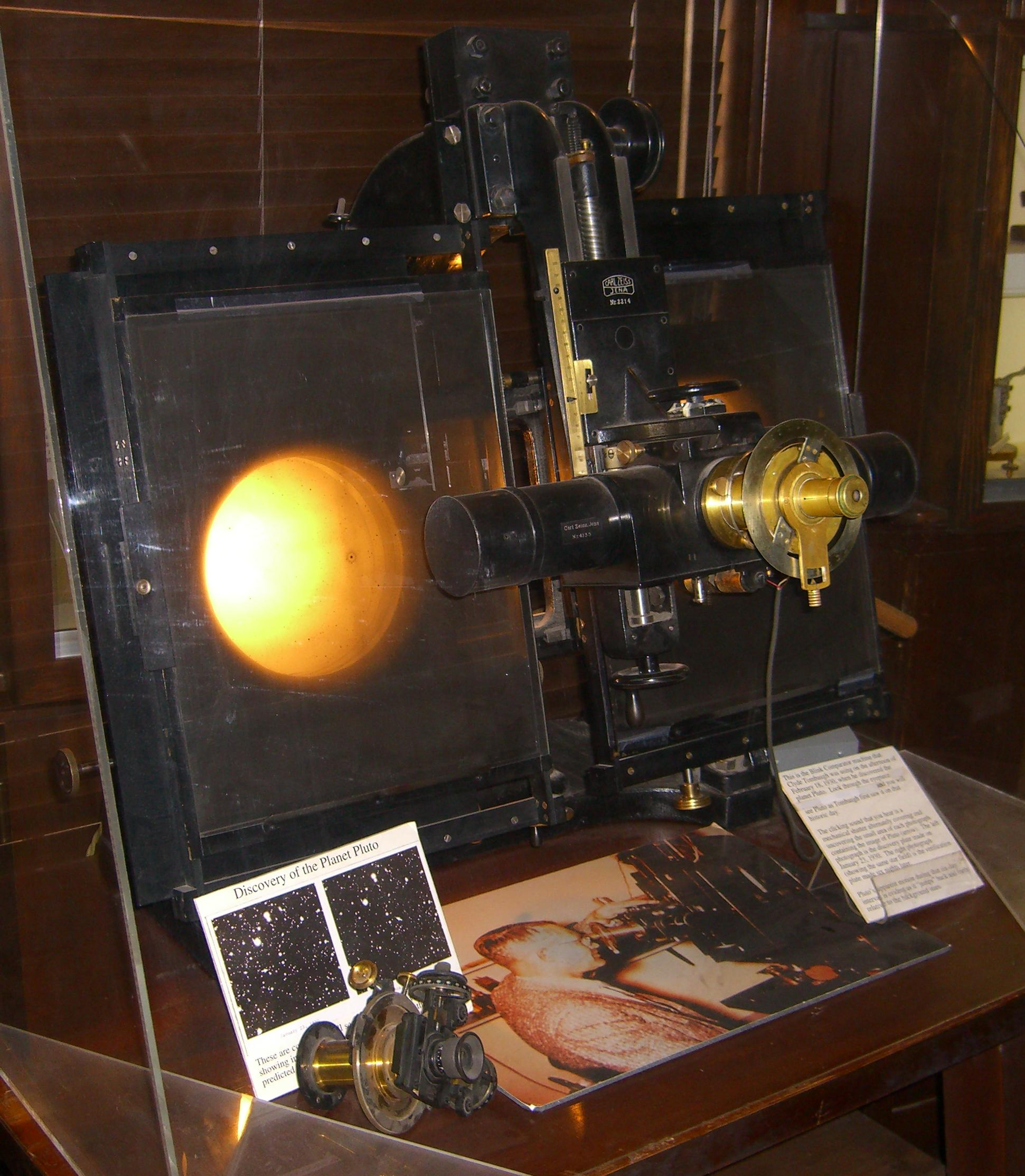
汤博发现冥王星的閃視比較儀（blink comparator）

克莱尔·威廉·汤博（英語：Clyde William Tombaugh，1906年2月4日—1997年1月17日），美国天文学家，1930年獨立发现冥王星。

## 生平
汤博出生于美国伊利诺斯州斯特里特，后来随父母迁居堪萨斯州伯德特，他自己制作了一架天文望远镜，将观察木星和火星的结果送到亚利桑那州的罗威尔天文台，因此被罗威尔天文台雇用，从1929年到1945年一直在此工作。自从发现冥王星后，他被堪萨斯大学和北亚利桑那大学授予天文学学位。
1955年起，他在新墨西哥州立大學任教直到1973年退休。
1997年，他在新墨西哥州的拉斯克鲁塞斯市逝世，享年90岁。

### 发现小行星
从1929年他发现第2839号小行星起，7年間他共发现14颗小行星。分別為第2941号、3310号、3583号、3754号、3775号、3824号、4510号、4755号、5701号、6618号、7101号、7150号和8778号。第1604号小行星在1931年以他的名字命名。

### 发现冥王星
当时天文学家帕西瓦尔·罗威尔和威廉·亨利·皮克林已预言太阳系第九颗大行星的存在，但没有人发现它。汤博利用閃視比較儀，有計劃的在不同夜晚巡天拍摄的同一天區星空的照片比较，以寻找在背景星中移动的天体；在1930年2月18日利用在当年1月18日與23日在雙子座天區拍攝的兩張照片发现冥王星。
当时征求新发现的行星命名时，11岁的英国小女孩威妮夏·伯尼的建议被最终采纳，是希腊神话中冥王的名字Pluto，同时前两个字母正是罗威尔（Percival Lowell）姓名的首字母缩写。由於當時估計冥王星與地球相若，1930年5月1日正式命名为冥王星並成為第九大行星。

### 研究UFO
汤博可能是报称看见过不明飞行物的最出名的天文学家。1949年8月20日他在新墨西哥州发现飞碟，据他描述是6到8个长方形的光点，“我怀疑这不可能是地球上的任何现象…”，当时还有许多其他人也目击了这个现象。
1948年以后，他还描述在观察天空时见过三次“绿色的火球”，他认为如果拒绝承认是非地球起源的现象是不尊重科学。
1949年他告诉海军导弹指挥，说他曾在1941年夏天发现火星上有特殊的光点，怀疑是原子弹爆炸。

## 家庭
湯博与他的妻子帕特麗夏·湯博（Patricia）育有女兒Annette 和兒子Alden。另外，洛杉磯道奇的先發投手克萊頓·克蕭是他的侄孫。

## 纪念
2006年，正值汤博的100岁诞辰，NASA的新視野號太空船开始了飞往冥王星的旅程。同时也为了纪念他，飞船上还装载着他的部分骨灰。

## 延伸閱讀
- Falk, Dan, "More than a one-hit wonder", Astronomy, February 2006, 40–45.
- 大衛·李維 Clyde Tombaugh: Discoverer of the Planet Pluto (Tucson, Ariz.: University of Arizona Press, 1991). ISBN 0816511489; also Sky Publishing Corporation, March 2006